# Blind Age
「Blind Age」(ブラインド エイジ)は、UP-BEATの6枚目のシングルである。

## 解説
- 3枚目のアルバム『HERMIT COMPLEX』からの先行シングル。

## 収録曲
| 全作曲: 広石武彦、全編曲: UP-BEAT・佐久間正英。 |                       |                    |            |      |
| #                                               | タイトル              | 作詞               | 作曲・編曲 | 時間 |
| 1.                                              | 「Blind Age」         | 広石武彦・柳川英巳 | 広石武彦   | 4:28 |
| 2.                                              | 「Nervous Breakdown」 | 広石武彦           | 広石武彦   | 3:43 |